# Whereis
whereis – polecenie systemu Unix/Linux wyszukujące pliki binarne, źródłowe, oraz strony man odpowiednie dla danego polecenia.
Aby wyszukać wszystkie z tych plików należy użyć polecenia:
```
whereis [polecenie]
```

gdzie [polecenie] należy zastąpić dowolnym poleceniem powłoki, np. dla polecenia echo:
```
whereis echo
```

Można wyszukiwać plików należących do kilku poleceń jednocześnie. Należy wtedy podać je w kilku argumentach:
```
whereis [polecenie1] [polecenie2] [polecenie3]...
```

Wynik dla każdego polecenia zostanie zwrócony w osobnej linii.
Możliwe jest również wyszukanie tylko wybranych typów plików. Odpowiadają za to następujące opcje:
- -b – szuka tylko plików binarnych

```
whereis -b [polecenie]
```

- -s – szuka tylko źródeł

```
whereis -s [polecenie]
```

- -m – szuka tylko dokumentacji man

```
whereis -m [polecenie]
```

Opcje te można łączyć ze sobą. Na przykład aby wyszukać pliki binarne i źródłowe, natomiast pominąć strony manuala, należy użyć polecenia:
```
whereis -bs [polecenie]
```